# Pieter de Grebber
Pieter Fransz. de Grebber (Haarlem, vers 1600 – Haarlem, entre le 24 septembre et le 29 janvier 1652) est un peintre, dessinateur et graveur néerlandais (Provinces-Unies) du siècle d'or, auteur principalement de tableaux religieux. Parmi les représentants du classicisme à Haarlem, il fut un pionnier dans le domaine graphique et un novateur stylistique, et il eut notamment pour élève le peintre paysagiste Nicolaes Berchem. Il est également l'auteur d'un traité sur l'art.

## Biographie
Pieter de Grebber, né à Haarlem vers 1600, était issu d’une famille catholique d’artistes. Il était le fils aîné de Frans Pietersz. de Grebber (v. 1573-1649), à la fois peintre, marchand d’œuvres d’art et artisan brodeur, qui jouissait d'un certain renom dans sa ville, et de Hillegont Fredericxdr. Van Lijnhoven. C’est auprès de son père qu’il aurait dans un premier temps effectué son apprentissage, mais il aurait également été l’élève de Hendrick Goltzius. L’un de ses frères, prénommé Albert, sera peintre lui aussi, de même que sa sœur Maria (qui deviendra la belle-sœur de Gabriel Metsu). Maurits de Grebber sera quant à lui actif comme orfèvre.
En 1618, Pieter de Grebber accompagne son père à Anvers chez Pierre Paul Rubens, pour négocier avec celui-ci l’échange d’une peinture, Daniel dans la fosse aux lions. Le tableau devait par la suite être remis par sir Dudley Carleton, ambassadeur d’Angleterre aux Provinces-Unies, au roi Charles Ier.
Ses œuvres datées les plus anciennes, remontent à 1622 ; il s’agit de Caritas, aujourd’hui conservée au Frans Hals Museum à Haarlem, et d’Une mère avec trois enfants du Museum of Fine Arts de Houston (Texas). En 1628, il réalise deux tableaux pour l’Oudemannehuis de Haarlem, une commande que son père avait obtenue pour 350 florins. En 1631 ou en 1632, il est inscrit à la guilde de Saint-Luc locale, dont il sera nommé doyen en 1642[réf. souhaitée].
Il reçoit des commandes importantes non seulement à Haarlem, mais aussi du stathouder Frédéric Henri. C’est ainsi que, de 1638 à 1650, il est actif dans la région de La Haye, où il participe à la décoration du palais Honselersdijk près de Naaldwijk, du Palais Noordeinde et du Palais Huis ten Bosch (en 1648 et 1650). Il semble avoir également travaillé pour le compte de commanditaires danois.
Ses affaires seront prospères à Haarlem, où il habitera au Begijnhof (le « Béguinage ») de 1634 jusqu’à sa mort. C’est dans sa ville natale qu’il décède, en 1652, sans avoir eu d’épouse.
Pieter de Grebber, qui était lui-même poète et compositeur amateur, eut pour ami le prêtre et musicologue Jan Albertsz. Ban, et l’un de ses poèmes fut même mis en musique par le compositeur de Haarlem Cornelis Padbrué.
Il eut pour élèves Gerbrand Ban, Nicolaes Berchem, Egbert Van Heemskerck (I) et Dirck Helmbreker.

## Œuvre
De Grebber peignit des retables pour des églises de Flandre et pour des schuilkerken de la République. En dehors des tableaux d’« histoire », il a réalisé également une vingtaine de portraits, notamment de prêtres. Il a en outre laissé de nombreux dessins et quelques estampes, et a également conçu au moins une tapisserie murale, et un décor de plafond.
En partant de diverses influences, comme celles de l’école caravagesque d'Utrecht, de Rubens (pour la couleur et la composition) et de Rembrandt, il évolua vers un style personnel. Avec Salomon De Bray, il fut le pionnier du classicisme à Haarlem. Ses peintures sont caractérisées par une grande limpidité et une palette de tons clairs.
En 1649, de Grebber écrivit le traité Regulen welcke by een goet Schilder en Teyckenaar geobserveert en achtervolght moeten werden (« Règles devant être observées et suivies par un bon peintre et dessinateur »), dans lequel sont énumérées en tout onze règles auxquelles doit se tenir le « vrai » peintre du classicisme. Bien que les peintres de ce courant juraient par de telles règles, celles-ci ne furent pas toujours suivies de façon scrupuleuse.

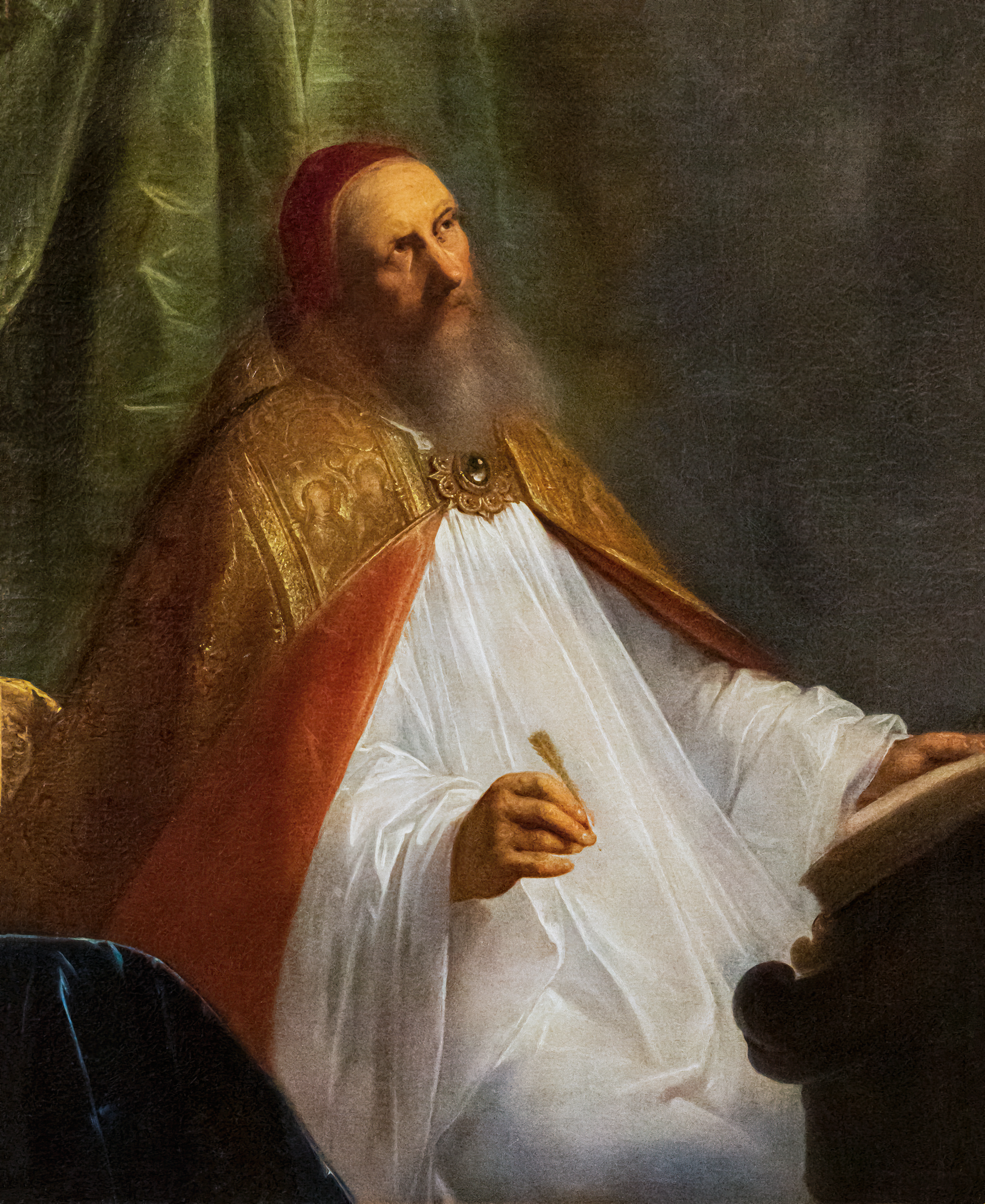
Saint Augustin - Musée des Beaux-Arts de Narbonne
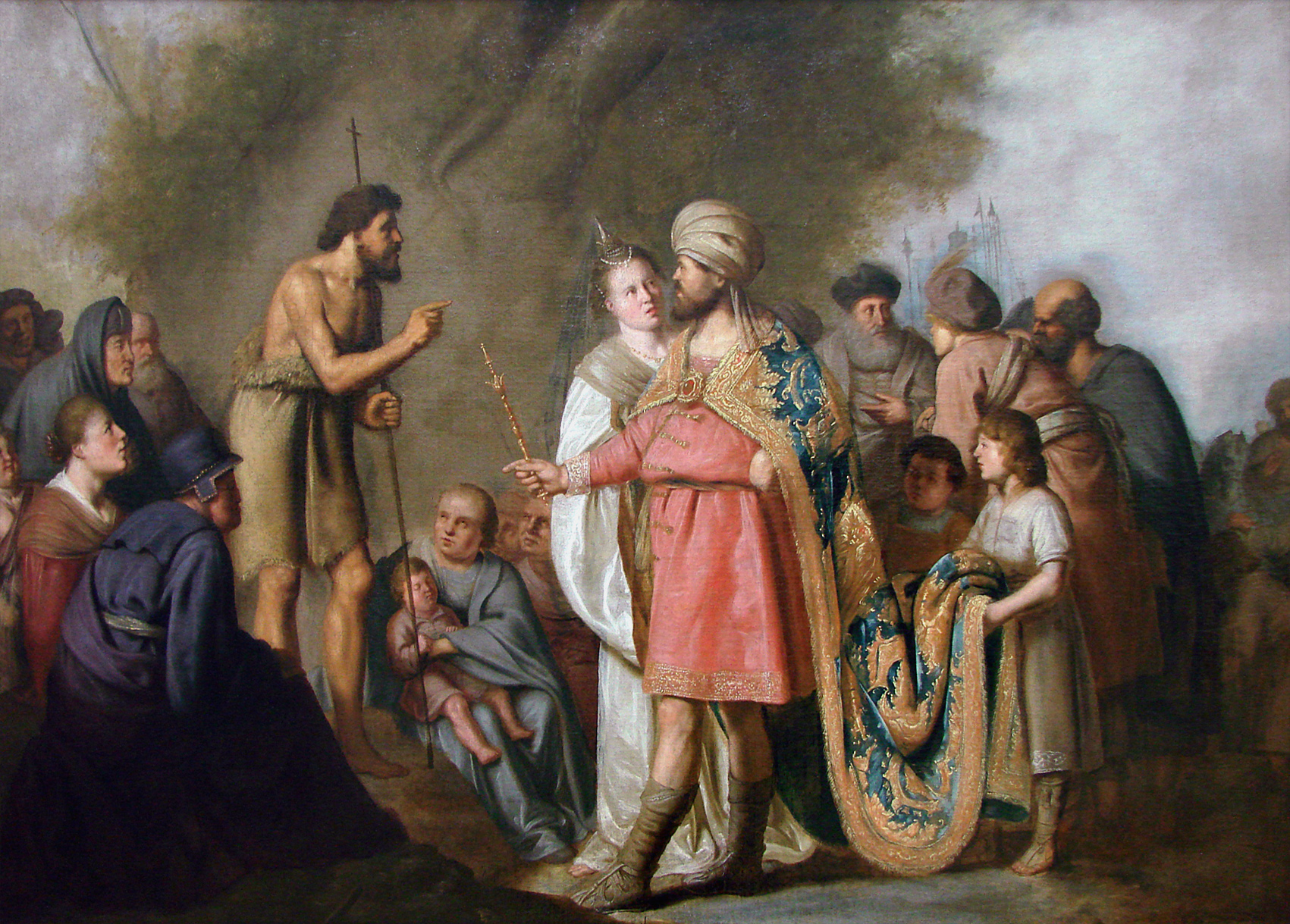
Saint Jean Baptiste prêchant devant Hérode (Palais des Beaux-Arts, Lille).
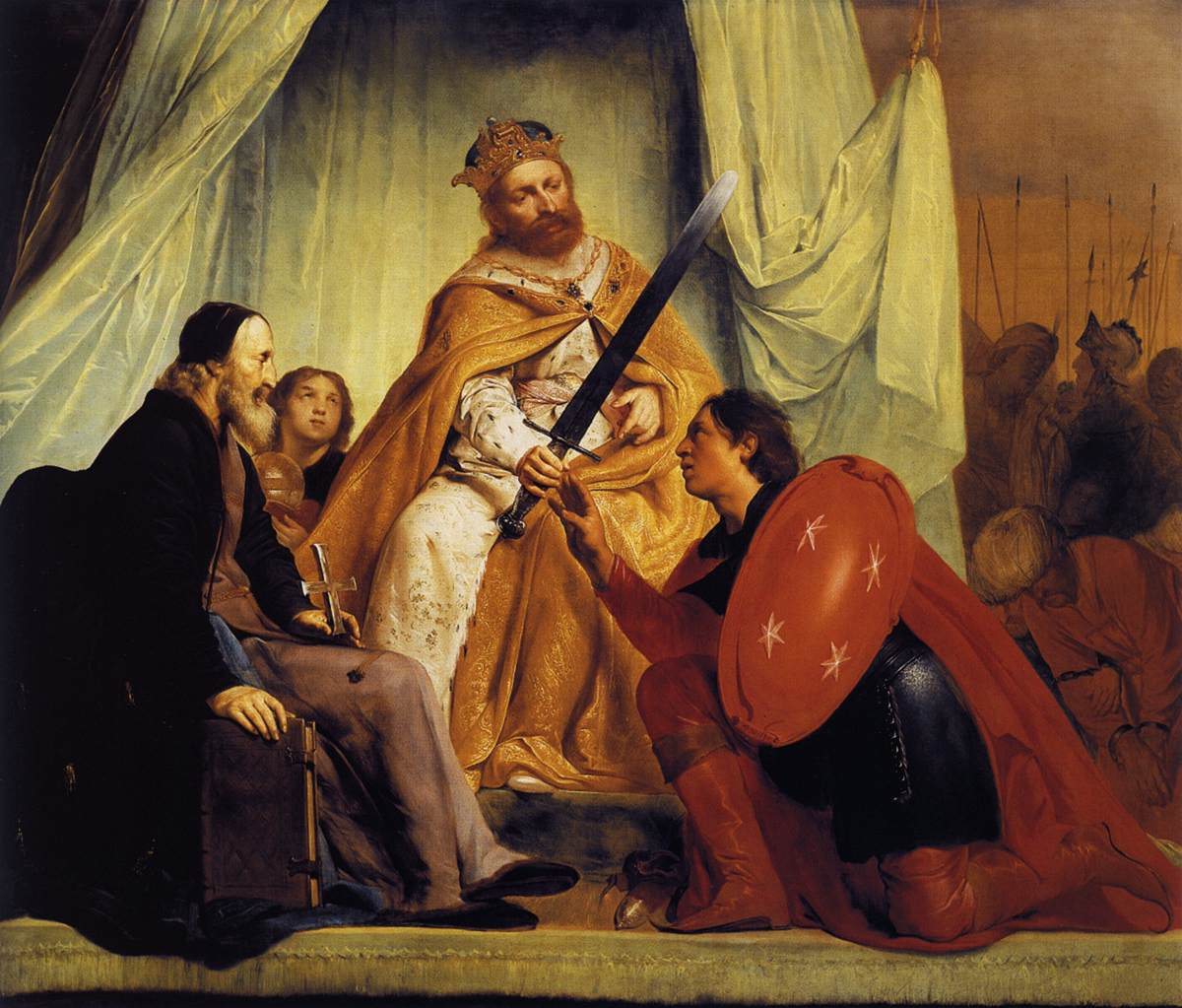
Haarlem reçoit de l’empereur allemand l’épée d’argent et le bouclier aux quatre étoiles en récompense des mérites de la ville durant la cinquième croisade, 1630 (Frans Hals museum, Haarlem).
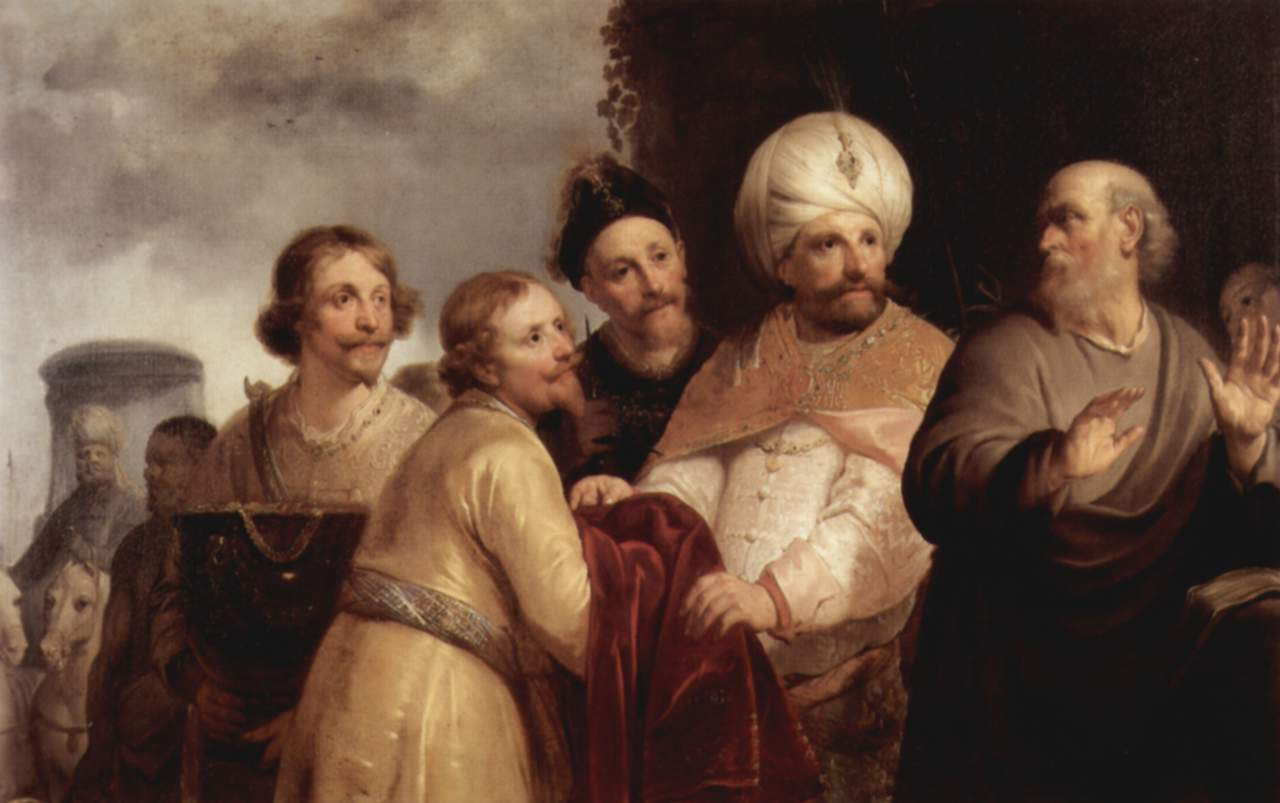
Élisée refusant les présents de Naaman, 1637 (Frans Hals museum, Haarlem).
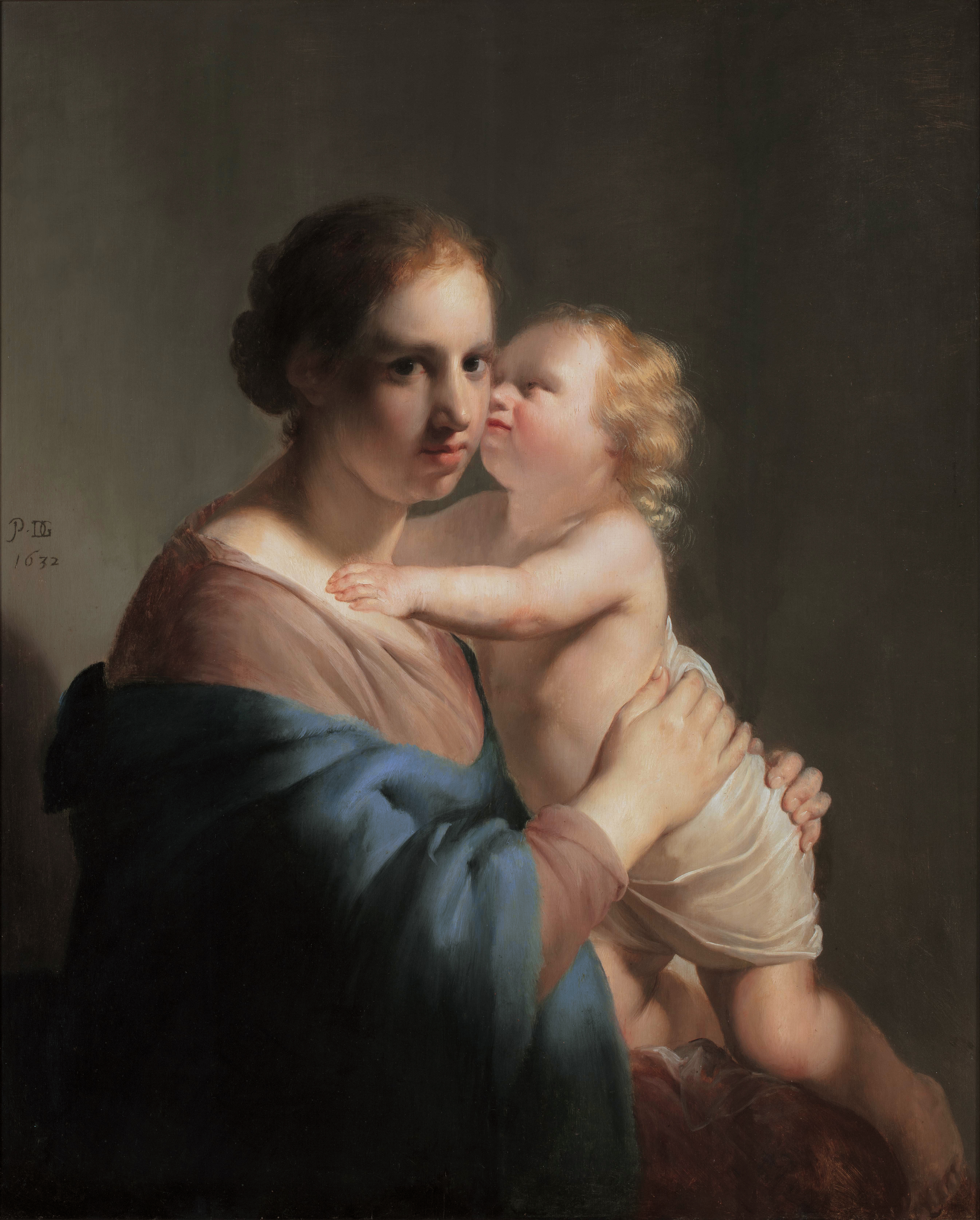
La Madone à l'Enfant Jésus, huile sur panneau; vers 1632, 97 × 79,5 cm, Musée du couvent Sainte-Catherine, Utrecht.